# Ермакова, Людмила Михайловна
Людми́ла Миха́йловна Ермако́ва (род. 27 сентября 1945, Москва) — советский и российский востоковед, литературовед, японист, переводчица

, доктор филологических наук, научный сотрудник Института востоковедения РАН, почётный профессор Университета иностранных языков (г. Кобе, Япония).

## Биография
Родилась 27 сентября 1945 года в Москве. Окончив в 1968 году японское отделение Института восточных языков МГУ, поступила в аспирантуру. В 1974 оду была защищена кандидатская диссертация "Проблемы поэтики «Ямато-моногатари» под руководством проф. А. Е. Глускиной.
В 1991 г. в Институте востоковедения РАН была защищена докторская диссертация «Становление японской поэтической традиции (ритуально-мифологический аспект)».
В 1968—1975 годах была сотрудником издательства «Художественная литература», в 1975—1988 годах — Всесоюзной Государственной Библиотеки иностранной литературы. В 1988—1998 годах работала в Институте востоковедения РАН. В 1994—1996 — профессор Международного центра по изучению японской культуры (Киото, Япония). С 1999 по 2011 год преподавала в Университете иностранных языков в г. Кобэ, Япония.
В 2008 и 2009 годах участвовала в работе фольклорных экспедиций в Китае (Хунань), изучала культуру национальной автономии племени мяо.
Читает курсы «Теория фольклора и мифология», «Теория и практика перевода с японского на русский», «Сравнительная поэтика японского и русского стиха».
Член редколлегии журналов «Шаги / Steps» — Школа актуальных гуманитарных исследований (ШАГИ), при Институте общественных наук РАНХиГС (Москва) и «Фольклор: структура, типология, семиотика». Российский Государственный гуманитарный университет. Член «Комитета из ста человек по возрождению Киото».

## Научная деятельность
В сферу научных интересов входят японская мифология в ритуальном и текстовом воплощении, формирование поэтической традиции и японской литературы, литературная теория и средневековые поэтические трактаты, русско-японские культурные связи.
Особое внимание уделяется исследователем проблеме влияния мифологической традиции на формирование японской поэзии и литературы в целом. Автор пытается ответить на вопрос как ритуалы императорского двора влияли на концепт традиционной поэзии. По мнению Л. М. Ермаковой, мифо-ритуальный комплекс мира Ямато имел разные фольклорно-этнические зоны и испытывал на ранней стадии развития внешние влияния, что можно проследить по ритуальным текстам этого периода (норито, сэммё, песни ооута и проч.).
Велик вклад Л. М. Ермаковой как переводчика литературных памятников средневековой Японии, так и современных японских авторов.

## Основные работы
- Речи богов и песни людей. Ритуально-мифологические истоки японской литературной эстетики. М.: Издательская фирма «Восточная литература РАН». М., 1995. 271 с.
- Почитание предков в японской культуре // Синто — путь японских богов. В 2 тт. СПб.: Гиперион, 2002. Т. 1.
- К проблеме догматики средневекового синтоизма // Синто — путь японских богов. В 2 тт. СПб.: Гиперион, 2002. Т. 1.
- «Вещь» и моно в понятиях и ритуалах // Вещь в японской культуре. М., Восточная литература. 2003. С. 5-15[1].
- «Лист красной бумаги под стеклом…» (Епископ Мацеевский, псалмы Давида и японская каллиграфия XVI в.) // Казус. Индивидуальное и уникальное в истории — 2004. Вып. 6. М., 2005. С. 179—207.
- Вести о Япан-острове в стародавней России и другое. М.: Языки славянской культуры, 2005. 269 с.
- Императорские указы как жанр древнеяпонской культуры // Политическая культура древней Японии. РГГУ. Orientalia et classica: Труды
- «Великий князь Московии» и «Проспект вниз по Неве-реке» в японском искусстве периода Эдо // Вестник истории, литературы и искусства. Т. 4. М., 2007. С. 154—165.
- Неизвестная повесть об айнах: текст и его предполагаемые связи // Japanese Slavic and East European Studies. Kyoto, 2007. Vol. 28. P. 49-78.
- От голоса к знаку: японское поэтическое слово до и после VIII в. // Лирика. Генезис и эволюция. РГГУ. М., 2007. С. 289—336.
- Амебейное пение в некоторых культурах Востока и Запада // Вестник РГГУ. 2011. С. 292—307.
- Ветер как миф и как фактор ранней японской культуры // Синто: память культуры и живая вера. Сб. памяти Умэда Ёсими. М., АИРО-XXI, 2012.
- Об одном японском «пособии» по написанию трёхстиший хайку // Фольклор: структура, типология, семиотика. 2019. № 3. С. 158—163[2].
- Российско-японские отражения — история, литература, искусство. Сб. статей. М., Наука — Восточная литература. 2020. 327 с.
- Когда раскрылись Небо и Земля. Миф, ритуал, поэзия древней Японии. Исследования и переводы. В двух томах. М., Наука — Восточная литература. 2020. Т.1, Исследования, 440 с.; т.2, Переводы, 591 с.

Переводы:
- Акутагава Р. «Маска хёттоко», «Ранняя весна», «Сражение обезьяны с крабом» // Новеллы. М.: Худ. лит., 1972.
- Накамура Синъитиро. Оживший страх // Современная японская новелла. 1960—1970. Прогресс, 1972.
- Цуцуи Ясутака. Муниципальный пандемониум // Дядя Фил и телевизор. М., Искусство, 1974.
- Ямато-моногатари. Пер., иссл. и комм. // Памятники письменности Востока. LXX. М.: Наука, 1982. 230 с.
- Маэда Югурэ. Танка // Времена года. М., Радуга, 1984.
- Норито. Сэммё. Пер., иссл. и комм. М.: Наука, Главная редакция восточной литературы, 1991. 299 с.
- Куросава Акира. Жабий жир. Автобиография // Иностранная литература.1993. № 5.
- Кодзики. Записи о деяниях древности. Свиток Второй. Пер., иссл. и комм. Шар, Санкт-Петербург, 1994. 168 с.
- Нихон сёки. Анналы Японии: в 2 томах. Пер., предисл. и комм. Л. М. Ермаковой и А. Н. Мещерякова. СПб.: Гиперион, 1997. (1-й том — пер. Л. М. Ермаковой, 2-й том — пер. А. Н. Мещерякова).
- Накамура Юдзиро. Зло и грех в японской культуре // ИЛ. 1997. № 8.
- Ямаори Тэцуо. Блуждания богов в пространстве японской культуры // Вопросы философии. 1998. № 2.
- Ямато-химэ-но микото сэйки. Жизнеописание принцессы-жрицы Ямато-химэ-но микото // Синто — путь богов. СПб.: Гиперион, 2002. Т. 1, 188—202.
- Ёкомицу Риити. «Весна приезжает в повозке», «Священный конь», «Муха» // ИЛ. 2012. № 2.